# Alexander Sherlock
Alexander Sherlock (n. 14 februarie 1922 – d. 18 februarie 1999) a fost un om politic britanic, membru al Parlamentului European în perioada 1979-1984 din partea Regatului Unit. 
1. ↑  Deputații în Parlamentul European